# 梁素琴
梁素琴（英語：Leung So-kam，1928年3月30日—2022年11月20日），原名梁之素，粵劇二幫花旦及香港電影女明星，有「藝壇才女」的美譽，她除了中國文學，琴、棋、書、畫都有一定技巧。 1938年「武狀元」陳錦棠自資組成「錦添花劇團」時代，梁素琴已拜他為師傅，學習花旦臺步及武打技能。從銀幕處女作《孟麗君》（1949年）至息影作《四鳳求凰》（1969年），參演逾50齣電影。

## 簡歷
1928年3月30日，梁素琴出生於廣州的粵劇世家，父親是粵樂及粵曲名家梁以忠，繼母為粵曲伶人瓊仙（張玉京）。梁素琴於5歲時隨雙親自穗來港定居，6歲時梁素琴便首次在電台公開演唱中州話古腔子喉獨唱曲《罵玉郎》。小學畢業後，梁素琴一家便因香港淪陷而離港避難，13歲隨父赴湛江市廣州灣加入由薛覺先組成的「覺先聲劇團」，並獲薛覺先及夫人唐雪卿賞識收為其門下弟子。梁素琴從父親及好友所改的兩個藝名「綺琴」和「素琴」中選取了後者，自此正式開展梨園藝壇生涯。梁素琴於中國大陸演出回港後，曾跟隨京劇名宿鄒來儀習唱，自是學得梅派的唱腔風格。梁素琴此後聲名日噪，常到中國大陸、越南、馬來西亞、新加坡等地走埠登台。，曾經與已故粵劇文武生許英秀在石叻（新加坡）登台演出。
1949年，梁素琴首次參與電影演出，於由薛覺先、周坤玲等人主演的粵劇片《孟麗君》初次亮相，並獲薛覺先推薦出演皇后一角。此後，直至1969年，梁先後拍攝50多部電影。1961年與香港電影從業者李香琴、任冰兒、金影憐、黎坤蓮、朱日紅、許卿卿、英麗梨及譚倩紅結義成金蘭姊妹，合稱「九大姐」。
1964年梁素琴擔任正印花旦及副團長，與梁醒波（團長）、何驚凡、尤聲普、白文彪、顧青鋒、梁翠芬、賽麒麟、陳雪艷等30位伶人，組成「香港粵劇團」前往中華民國臺灣省參加雙十節勞軍、金門前線勞軍及公開演出30天粵劇。
1965年的乙已蛇年春節，梁素琴為「碧麗劇團」（全女班）在深水埗、油麻地及香港大會堂演出，文武生是鄧碧雲、正印花旦是吳君麗及譚倩紅、梁素琴為二幫文武生、武生是「英屬馬來亞」回流的王劍鳴、丑生是張月兒。
1965年與關海山、區家聲、麥景君、朱少波及艷桃紅等伶人，聯袂到澳門媽閣廟演出5天粵劇。
1966年梁素琴為「新女兒劇團」的二幫花旦，夜場開臺前突然失聲，連對白都唸不出聲，急得滿眶眼淚，幸好正印花旦鄧碧雲情商原任小生的李婉湘小姐與她對調，化解這場危機。
梁素琴在1966年拜女畫家蔡佩珠小姐為師，學習中國畫，在1969年參加在香港大會堂高座八樓舉行的「蔡佩珠師生畫展」，向公眾展示她的中國畫作品：「風雨歸帆」、「清溪垂釣」、「漁村歸掉」、「杏花春雨江南」、「秋江紅葉一帆懸」。「蕙寶音樂社」主持人黃夏蕙小姐及多位名媛貴婦前往捧場。
梁素琴是汪明荃的粵劇「唱腔指導」，梁素琴負責指導《天仙配》、《公主刁蠻駙馬嬌》、《糟糠情》；紅線女負責指導《穆桂英大破洪州》。
2021年4月16日，梁素琴獲香港演藝學院頒發榮譽院士銜，以表揚其藝術成就。汪明荃亦有到場致賀。
2022年11月20日早上，梁素琴於香港東區醫院因病安詳離世，享壽94歲。12月12日，梁素琴的喪禮假香港殯儀館以佛教儀式舉行，由胞妹梁之潔、乾女譚經緯及眾弟子治喪。翌日辭靈出殯，由粵劇名伶阮兆輝、汪明荃、羅家英等人扶靈，遺體其後移奉歌連臣角火葬場火化。

## 家庭
梁素琴的父親是梁以忠，粵樂及粵曲名家。生母黎仲華於梁素琴尚在襁褓時因病早逝。繼母是瓊仙（張玉京），粵曲伶人。
1970年，梁素琴與經營鋁業出入口商行的總經理潘朝碩先生在香港大會堂婚姻註冊處舉行婚禮。她的義結金蘭姊妹九大姐全部缺席觀禮。

## 長篇粵曲
- 西施（56金星）：梁素琴、郭少文、陳彩蘭、陳惠貞、劉錦超、白雲龍
- 王昭君（56金星）：梁素琴、林家聲、陳燕棠、白龍珠、黄佩蘭、葉夢痕
- 穆桂英（57新聲）：梁素琴、李銳祖、馮鏡華、劉克宣、郭少文、羅家會、梁碧玉、劉錦超
- 梁天來（58新聲）：梁素琴、鍾雲山、陳錦棠、劉克宣、郭少文、馮玉玲、小千歲、曾雲飛、簡耀佳
- 泣荊花（58新聲）：梁素琴、鍾雲山、陳錦棠、梅欣、郭少文、簡耀佳、盧麗卿、江峰
- 花木蘭（58新聲）：梁素琴、鍾雲山、羅家會、傳標安、白醒芬、鄭佩玲
- 女兒香（59新聲）：梁素琴、陳錦棠、林家聲、小甘羅、曾雲飛、陳惠貞
- 桃花仙子（59新聲）：梁素琴、鍾雲山、盧筱萍、梅欣、白龍珠、潘小桃
- 客途秋恨（60金星）：梁素琴、鍾雲山、李錦昌、紅霞女、白艷紅、李錦帆
- 情淚灑征袍（63新聲）：梁素琴、小千歲、孟磊明、白艷紅、小甘羅、曾雲飛

## 外部連結
- 梁素琴的白髮媽媽演出片斷 （页面存档备份，存于）
- 梁素琴的老姑婆(老處女)演出片斷 （页面存档备份，存于）
- 多才多藝 梁素琴 （页面存档备份，存于）
- 粵曲 劍膽琴心  梁素琴  任劍輝 （页面存档备份，存于）